# Sami Vinni
Sami Vinni, född 3 juli 1974, är en svensk före detta fotbollsspelare. Han var Gunnilse IS trogen under närmare 20 år och var med under klubbens alla framgångsrika år mellan 1990 och 2000 när laget spelade i näst högsta divisionen.
Senare var Vinni huvudtränare i BK Skottfints A-trupp.

## Klubbar som spelare
- Gunnilse IS
- Finlandia-Pallo IF
- BK Skottfint

## Klubbar som tränare
- Västra Frölunda IF
- BK Skottfint